# Округ Кохома (Мисисипи)
Округ Кохома (енгл. Coahoma County) је округ у америчкој савезној држави Мисисипи.

## Демографија
По попису из 2010. године број становника је 26.151, што је 4.471 (-14,6%) становника мање него 2000. године.
| Група             | 2000.          | 2010.          |
| Белци             | 8.898 (29,1%)  | 5.918 (22,6%)  |
| Афроамериканци    | 21.192 (69,2%) | 19.752 (75,5%) |
| Азијати           | 144 (0,5%)     | 123 (0,5%)     |
| Хиспаноамериканци | 276 (0,9%)     | 293 (1,1%)     |
| Укупно            | 30.622         | 26.151         |